# Szarota norweska
Szarota norweska (Omalotheca norvegica) – gatunek rośliny z rodziny astrowatych. Występuje na półkuli północnej w strefie klimatu okołobiegunowego oraz na obszarach górskich w strefie klimatu umiarkowanego – od Półwyspu Labrador, przez Grenlandię, Islandię, Półwysep Skandynawski po Syberię oraz w górach Europy (na południu po Hiszpanię, Włochy i Bułgarię) i w górach Azji Środkowej (na południu po Kirgistan i Sinciang). W Polsce jest gatunkiem rodzimym, dość rozpowszechnionym w Sudetach i Karpatach.

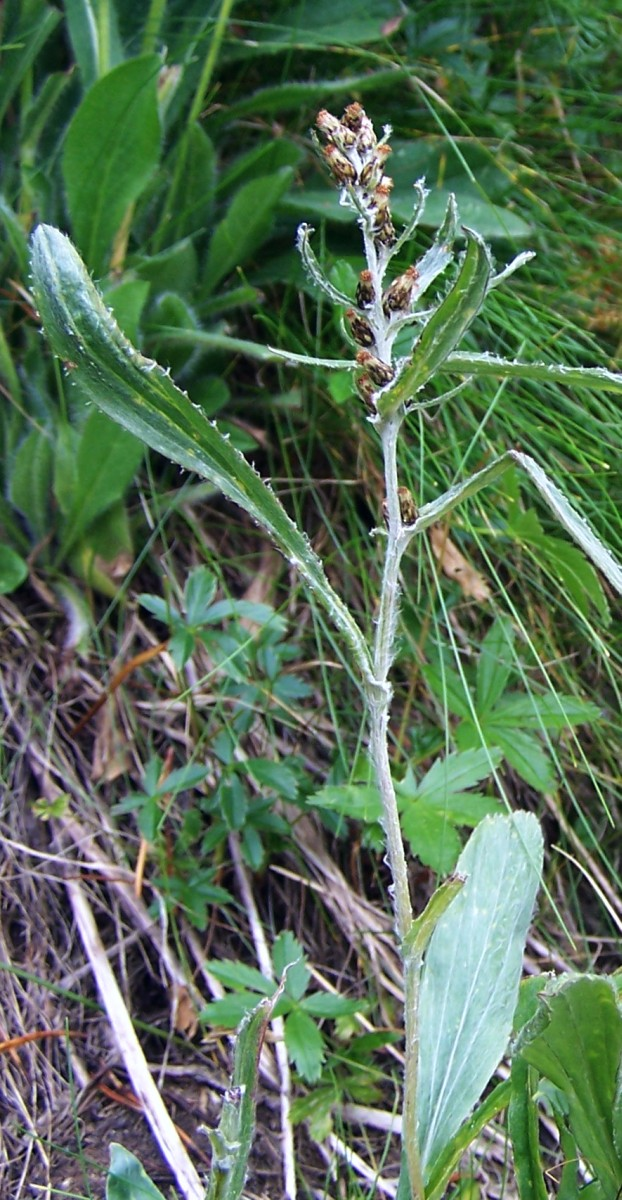
Pokrój

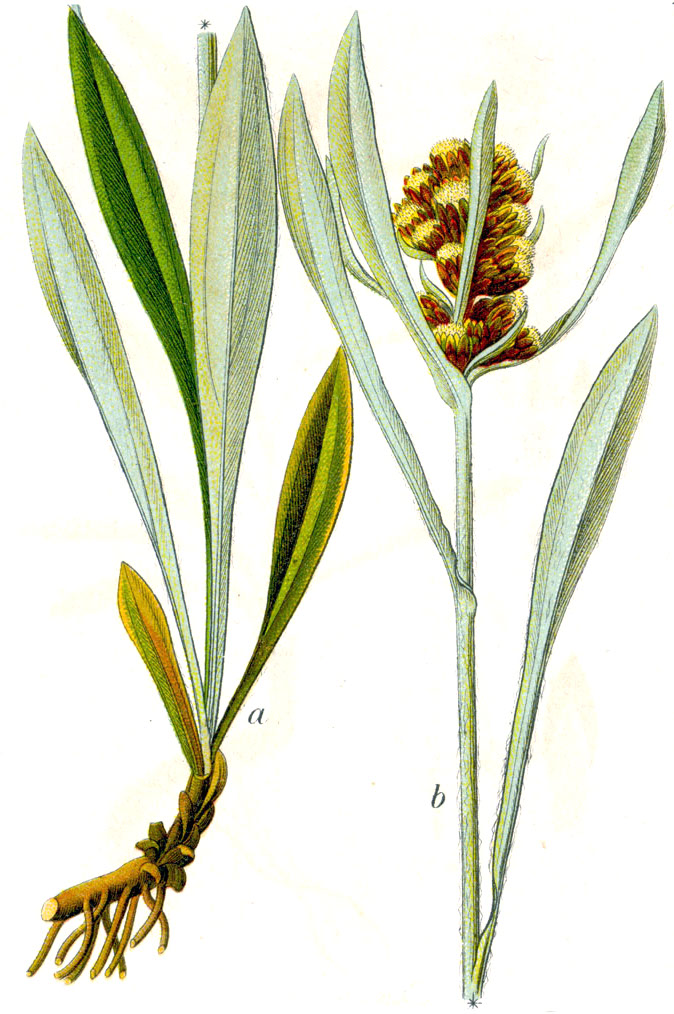
Morfologia

## Morfologia
PokrójRoślina zielna z prosto wzniesioną, pojedynczą łodygą bez pędów płonnych u nasady. Pęd (łodyga i liście) są białoszaro, wełnisto owłosione.
LiścieUlistnienie skrętoległe, przy czym liście są dość rzadko rozmieszczone wzdłuż łodygi. Blaszki są lancetowate, u nasady zwężają się stopniowo przechodząc w ogonek. Na blaszce wyraźnie widoczne trzy nerwy. Liście są mniej więcej tej samej wielkości, środkowe liście na łodydze są zaostrzone i nieco dłuższe niż dolne (osiągają 3 do 12 cm długości, podczas gdy dolne od 2 do 7 cm).
KwiatyZebrane w koszyczki o długości 6–7 mm, są siedzące lub krótkoszypułkowe, wyrastają pojedynczo lub w skupieniach po 2–3 w kątach górnych liści tworząc kwiatostan złożony w postaci gęstego kłosa na szczycie pędu o długości od 2 do 10 cm. Listki okrywy mają zielone grzbiety i czarnobrunatne szerokie obrzeżenie; osiągają długość 2–2,5 mm. Listki kolejnych rzędów okrywy coraz węższe i dłuższe. Dno koszyczka jest nagie. Zewnętrzne żeńskie kwiaty w koszyczku są nitkowate, żółte, osiągają ok. 4 mm długości i wyrastają w kilku szeregach. W sumie jest ich 35–45. W środku koszyczka znajdują się 4 kwiaty obupłciowe, rurkowate, zwieńczone 5 ząbkami.
OwocePodługowate niełupki do 1,5 mm długości, krótko owłosione, z puchem kielichowym łatwo odpadającym, mającym postać białych pierzastych włosków o długości ok. 4 mm.
Gatunki podobneSzarota leśna Gnaphalium sylvaticum różni się wyraźnie zmniejszającymi się i jednonerwowymi liśćmi na łodydze; luźnym kwiatostanem; jasnobrązowym obrzeżniem listków okrywy. Szarota Hoppego Gnaphalium hoppeanum ma pęd gęsto, wełnisto owłosiony i tylko 2–4 liście łodygowe oraz krótki nibykłos.

## Biologia i ekologia
Bylina. Kwitnie od lipca do września. Siedlisko: świetliste lasy, polany, hale. W górach Europy Środkowej występuje od regla dolnego po piętro alpejskie. W klasyfikacji zbiorowisk roślinnych gatunek charakterystyczny dla związku (All.) Nardion, Ass. Hieracio alpini-Nardetum, Ass. Calamagrostietum villosae (tatricum).

## Zmienność
Tworzy mieszańce z szarotą leśną (Omalotheca × traunsteineri (Murr) Dostál) i szarotą drobną.